# Seznam norveških nogometašev
Seznam norveških nogometašev.

## A
- Einar Jan Aas
- Mohammed Abdellaove
- Simen Agdestein
- Per Egil Ahlsen
- Roger Albertsen
- Gunnar Andersen
- Trond Andersen
- Martin Andresen

## B
- Espen Baardsen
- Eirik Bakke
- Morten Bakke
- Christer Basma
- Petter Belsvik
- Harald Berg
- Henning Berg
- Ørjan Berg
- Runar Berg
- André Bergdølmo
- Bjarne Berntsen
- Morten Berre
- Jan Birkelund
- Stig Inge Bjørnebye
- Lars Bohinen
- Knut Borch
- Trygve Bornø
- Daniel Braaten
- Bjørn Otto Bragstad
- Rune Bratseth
- Harald Martin Brattbakk
- Per Bredesen
- Geirmund Brendesæter
- Simen Brenne
- Arne Brustad
- Knut Brynildsen

## C
- John Carew

## D
- Tore André Dahlum
- Vidar Davidsen
- Vadim Demidov

## E
- Dan Eggen
- Knut Thorbjørn Eggen
- Nils Arne Eggen
- Tarik Elyounoussi
- Dagfinn Enerly
- Arne Erlandsen

## F
- Jan Åge Fjørtoft
- André Flem
- Bjarte Flem
- Jostein Flo
- Tore André Flo

## G
- Ardian Gashi
- Lars Granaas
- Christian Grindheim
- Frode Grodås
- Svein Grøndalen
- Solveig Gulbrandsen
- Einar Gundersen
- Cato Guntveit

## H
- Alf-Inge Håland
- Erling Braut Håland
- Kristofer Hæstad
- Erik Hagen
- Gunnar Halle
- Asbjørn Halvorsen
- Brede Hangeland
- Frode Hansen
- Erlend Hanstveit
- Steffen Haraldsen
- Åge Hareide
- Jens Petter Hauge
- Helge Haugen
- Henning Hauger
- Vegard Heggem
- Thorstein Helstad
- Harald Hennum
- Kristian Henriksen
- Markus Henriksen
- Isabell Herlovsen
- Kai Erik Herlovsen
- Daniel Berg Hestad
- Erik Hoftun
- Daniel Fredheim Holm
- Thomas Holm
- Øivind Holmsen
- Erik Holtan
- Magne Hoset
- Tom Henning Hovi
- Tom Høgli
- Per-Mathias Høgmo
- Jon Inge Høiland
- Bernt Hulsker
- Erik Huseklepp

## I
- Odd Iversen
- Steffen Iversen

## J
- Pål Jacobsen
- Mini Jakobsen
- Jørn Jamtfall
- Michael Kleppe Jamtfall
- Rune Almenning Jarstein
- Roald Jensen
- Ruben Yttergård Jenssen
- Bjørn Johansen
- Henry Johansen
- Roar Johansen
- Tor Egil Johansen
- Erland Johnsen
- Espen Johnsen
- Frode Johnsen
- Marius Johnsen
- Ronny Johnsen
- Jørgen Juve

## K
- Kjell Roar Kaasa
- Christian Kalvenes
- Azar Karadas
- Kjell Kaspersen
- Frode Kippe
- Fredrik Kjølner
- Fredrik Klock
- Jon Knudsen
- Mari Knudsen
- Martin Knudsen (nogometaš)
- Terje Kojedal
- Reidar Kvammen
- Bjørn Tore Kvarme
- Svein Kvia
- Raymond Kvisvik

## L
- Rune Lange
- Tommy Svindal Larsen
- Øyvind Leonhardsen
- Trond Fredrik Ludvigsen
- Tom Lund
- Claus Lundekvam
- Pål Lydersen

## M
- Svein Mathisen
- Dagny Mellgren
- Nicolay Misje
- Mons Ivar Mjelde
- Petter Vaagan Moen
- Morten Moldskred
- André Muri
- Thomas Myhre
- Erik Mykland

## N
- Jo Nesbø
- Erik Nevland
- Olav Nilsen
- Roger Nilsen
- Steinar Nilsen
- Håvard Nordtveit

## O
- Alexander Ødegaard
- Martin Ødegaard
- Arne Larsen Økland
- Egil Olsen
- Frode Olsen
- Trond Olsen
- Håkon Opdal
- Egil Østenstad
- Kjetil Osvold

## P
- Jonathan Parr
- Morten Gamst Pedersen
- Trond Pedersen
- Espen Bugge Pettersen

## R
- Kjetil Rekdal
- Bjørn Helge Riise
- Hege Riise
- John Arne Riise
- Knut Olav Rindarøy
- Ola By Rise
- Vidar Riseth
- Thomas Rogne
- Petter Rudi
- Sigurd Rushfeldt
- Espen Ruud

## S
- Freddy dos Santos
- Bengt Sæternes
- Ole Selnæs
- Nils Johan Semb
- Bent Skammelsrud
- Vemund Brekke Skard
- Rune Skarsfjord
- Amund Robertsen Skiri
- Per Ciljan Skjelbred
- Vegard Skogheim
- Per Skou
- Ståle Solbakken
- Jan Gunnar Solli
- Trond Sollied
- Ole Gunnar Solskjær
- Ragnvald Soma
- Jan Derek Sørensen
- Odd Wang Sørensen
- Gøran Sørloth
- Thor Jørgen Spurkeland
- Ståle Stensaas
- Jarl André Storbæk
- Erlend Storesund
- Øyvind Storflor
- Lars Iver Strand
- Roar Strand
- Tom Sundby
- Arild Sundgot
- Thorbjørn Svenssen

## T
- Jo Tessem
- Alexander Tettey
- Johan Thorbjørnsen
- Gunnar Thoresen
- Hallvar Thoresen
- Finn Thorsen
- Erik Thorstvedt

## W
- Kjetil Wæhler
- Arve Walde
- Knut Walde
- Fredrik Winsnes
- Bjørn Wirkola